# Mexicaanse repatriatie
De Mexicaanse repatriatie (Engels: Mexican Repatriation) was de deportatie van een half miljoen Mexicanen en Mexicaans-Amerikanen uit de Verenigde Staten naar Mexico tussen 1931 en 1934. De repatriatie trof meer dan een derde van de Mexicanen in de Verenigde Staten en meer dan zestig procent van degenen die werden gedeporteerd waren geboren of anderszins legaal aanwezig in de Verenigde Staten.
De repatriatie werd ingegeven door de Grote Depressie. De economische problemen en de grote werkloosheid wakkerden anti-Mexicaans sentiment aan. Veel Amerikanen beschouwden Mexicanen als ongewenste vreemdelingen die slechts hun werk afpakten en een belasting vormden voor de sociale diensten; ideeën die naklank vonden in eugenetische opvattingen. De reden dat Mexicanen meer dan andere groepen immigranten werden getroffen had vooral te maken met de nabijheid van Mexico, waardoor repatriatie eenvoudig was, en het feit dat velen van hen bij elkaar leefden in eenvoudig te identificeren wijken.
De acties werden toegestaan door president Herbert Hoover en beëindigd door Franklin Roosevelt, hoewel individuele staten en lokale overheden er na Roosevelts intrekken van federale steun aan het programma er nog enige jaren mee doorgingen. In 2005 bood de staat Californië officieel haar excuses aan voor de repatriatie.